# Sedum gagei
Sedum gagei är en fetbladsväxtart som beskrevs av R.-hamet. Sedum gagei ingår i Fetknoppssläktet som ingår i familjen fetbladsväxter. Inga underarter finns listade i Catalogue of Life.